# Týnice
Týnice jsou malá vesnice, část obce Přeštěnice v okrese Písek v Jihočeském kraji. Nachází se asi 1,5 kilometru západně od Přeštěnice. Je zde evidováno 15 adres. Trvale zde žije 38 obyvatel.
Týnice jsou také název katastrálního území o rozloze 1,83 km².

## Historie
První písemná zmínka o vesnici pochází z roku 1421. Dřívější a používaný název byl Tejnice. Ves sdílela osudy nedaleké Přeštěnice. Náležela k majetku milevského kláštera. Od roku 1875 do roku 1929 patřil k Týnici i milevský klášter s částí Masarykovy ulice. Tato osada se jmenovala Zámecký okrsek.
Škola byla postavená roku 1876 v nedaleké Přeštěnici. Než byla škola ve vesnici zřízená, musely místní děti docházet do Milevska. Školní budova byla postavená na náklady Přeštěnice a Týnice. Týnice přispěla čtvrtinou potahů a finanční částkou. Vesnice Vlksice a Dobřemilice které zprvu přislíbily finanční účast, odstoupily.
V roce 1930 měla Týnice 17 popisných čísel a 91 obyvatel. Sbor dobrovolných hasičů byl založený roku 1906.

## Obyvatelstvo
| Rok            | 1869 | 1880 | 1890 | 1900 | 1910 | 1921 | 1930 | 1950 | 1961 | 1970 | 1980 | 1991 | 2001 | 2011 | 2021 |
| -------------- | ---- | ---- | ---- | ---- | ---- | ---- | ---- | ---- | ---- | ---- | ---- | ---- | ---- | ---- | ---- |
| Počet obyvatel | 121  | 142  | 132  | 113  | 116  | 119  | 91   | 72   | 52   | 51   | 59   | 44   | 40   | 47   | 38   |
| Počet domů     | 12   | 16   | 16   | 17   | 17   | 17   | 17   | 17   | 14   | 12   | 12   | 12   | 14   | 16   | 16   |

## Obecní správa
Při sčítání lidu v letech 1850–1879 Týnice byly osadou města Milevsko v okrese Milevsko. V letech 1880–1962 byly samostatnou obcí v okrese Milevsko. Od roku 1963 jsou částí obce Přeštěnice v okrese Písek.

## Pamětihodnosti
- Kaple na návsi ve vesnici je z roku 1884 a je zasvěcená Panně Marii Klášterské.[11]
- Usedlost čp. 1. je vedená v Seznamu kulturních památek v okrese Písek.

## Galerie

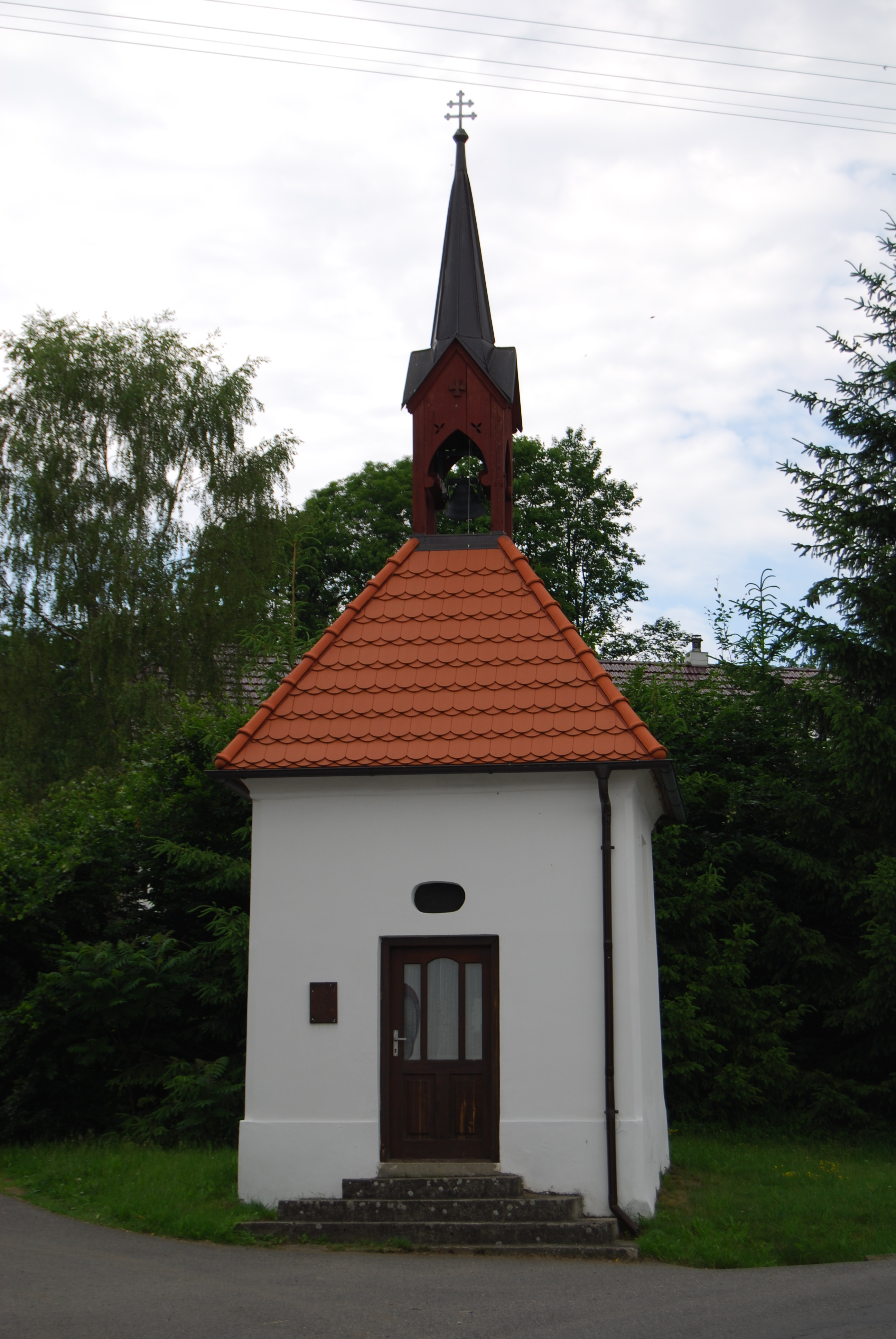
Návesní kaple
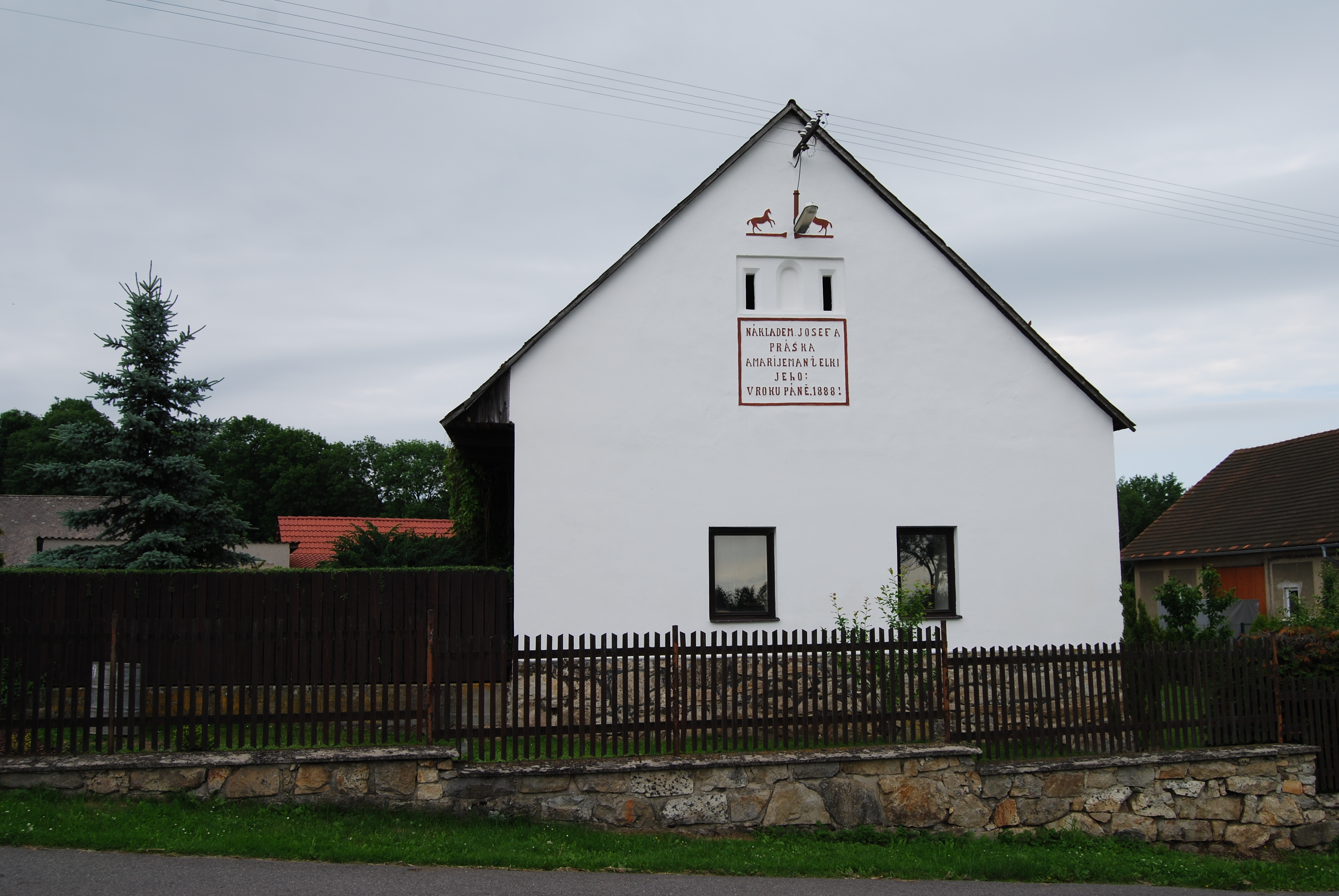
Stavení ve vesnici
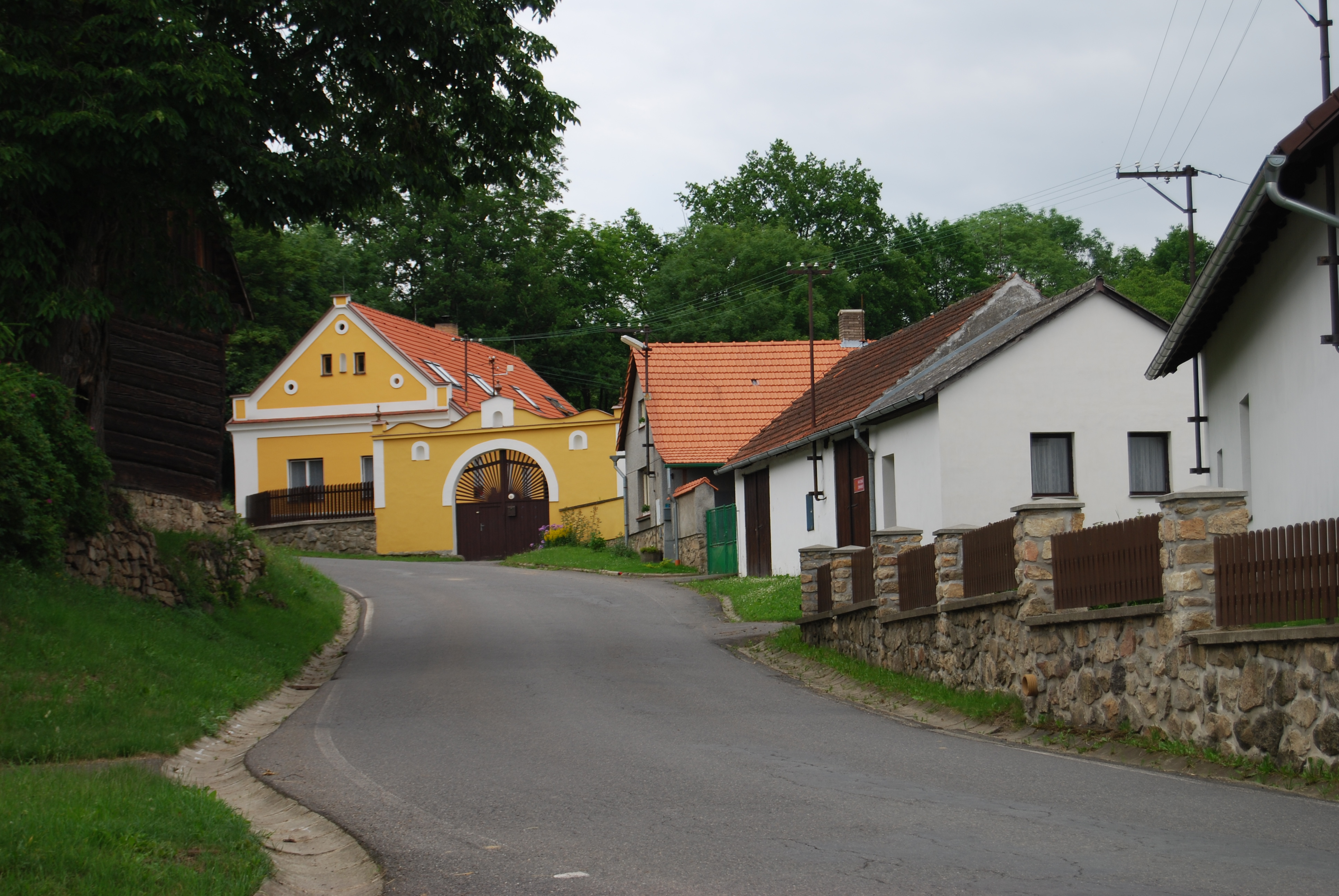
Pohled na část vesnice